# 九重町
九重町（日语：／ Kokonoe machi */?）是位于日本大分縣西部的一個町，屬玖珠郡。
轄區位於九州山地內，多數地區被列入阿蘇九重國立公園，主要聚落位於北部的久大本線沿線各車站附近。

## 人口
| 九重町人口分布圖 |                                               |  |
| 九重町與日本全國年齡別人口分布比較圖 （2005年資料） | 九重町的年齡、男女別人口分布圖 （2005年資料） |  |
| ■紫色是九重町 ■綠色是全国 | ■藍色是男性 ■紅色是女性                       |  |
| 九重町人口變化 \| 1970年 \| 16,324人 \| \| \| 1975年 \| 14,839人 \| \| \| 1980年 \| 14,407人 \| \| \| 1985年 \| 13,672人 \| \| \| 1990年 \| 12,848人 \| \| \| 1995年 \| 12,022人 \| \| \| 2000年 \| 11,566人 \| \| \| 2005年 \| 11,108人 \| \| \| 2010年 \| 10,421人 \| \| \| 2015年 \| 9,645人 \| \| \| 2020年 \| 8,541人 \| \| |                                               |  |
| 資料來源：日本總務省統計中心提供之人口普查數據 |                                               |  |
| 1970年 | 16,324人                                      |  |
| 1975年 | 14,839人                                      |  |
| 1980年 | 14,407人                                      |  |
| 1985年 | 13,672人                                      |  |
| 1990年 | 12,848人                                      |  |
| 1995年 | 12,022人                                      |  |
| 2000年 | 11,566人                                      |  |
| 2005年 | 11,108人                                      |  |
| 2010年 | 10,421人                                      |  |
| 2015年 | 9,645人                                       |  |
| 2020年 | 8,541人                                       |  |

## 歷史

### 年表
- 1889年4月1日：實施町村制，現在的轄區在當時分屬飯田村、東飯田村、南山田村。
- 1896年3月29日：飯田村和東飯田村各分出部分地區成為新設置的野上村。
- 1951年1月1日：野上村改制為野上町。
- 1955年2月1日：東飯田村、野上町、飯田村、南山田村合併為九重町。

| 1889年以前                 | 1889年4月1日 | 1889年－1944年            | 1945年－1954年 | 1955年－1988年      | 1988年－現在        | 現在                |
| -------------------------- | ------------ | ------------------------- | -------------- | ------------------- | ------------------- | ------------------- |
|                            | 飯田村       | 飯田村                    | 飯田村         | 1955年2月1日 九重町 | 1955年2月1日 九重町 | 1955年2月1日 九重町 |
| 1896年3月29日 合併為野上村 | 飯田村       | 1951年1月1日 改制為野上町 |                | 1955年2月1日 九重町 | 1955年2月1日 九重町 | 1955年2月1日 九重町 |
| 1896年3月29日 合併為野上村 | 東飯田村     | 1951年1月1日 改制為野上町 |                | 1955年2月1日 九重町 | 1955年2月1日 九重町 | 1955年2月1日 九重町 |
| 東飯田村                   |              |                           |                | 1955年2月1日 九重町 | 1955年2月1日 九重町 | 1955年2月1日 九重町 |
|                            | 南山田村     |                           |                | 1955年2月1日 九重町 | 1955年2月1日 九重町 | 1955年2月1日 九重町 |

## 交通

### 鐵路
- 九州旅客鐵道
  - 久大本線：惠良車站 - 引治車站 - 豐後中村車站 - 野矢車站

過去曾有國鐵宮原線通過，但已於1984年12月1日停駛。
- 國鐵
  - 宮原線：惠良車站 - 町田車站 - 寶泉寺車站 - 麻生釣車站

### 道路
高速道路
- 大分自動車道：九重交流道 - 水分休息區

## 觀光資源

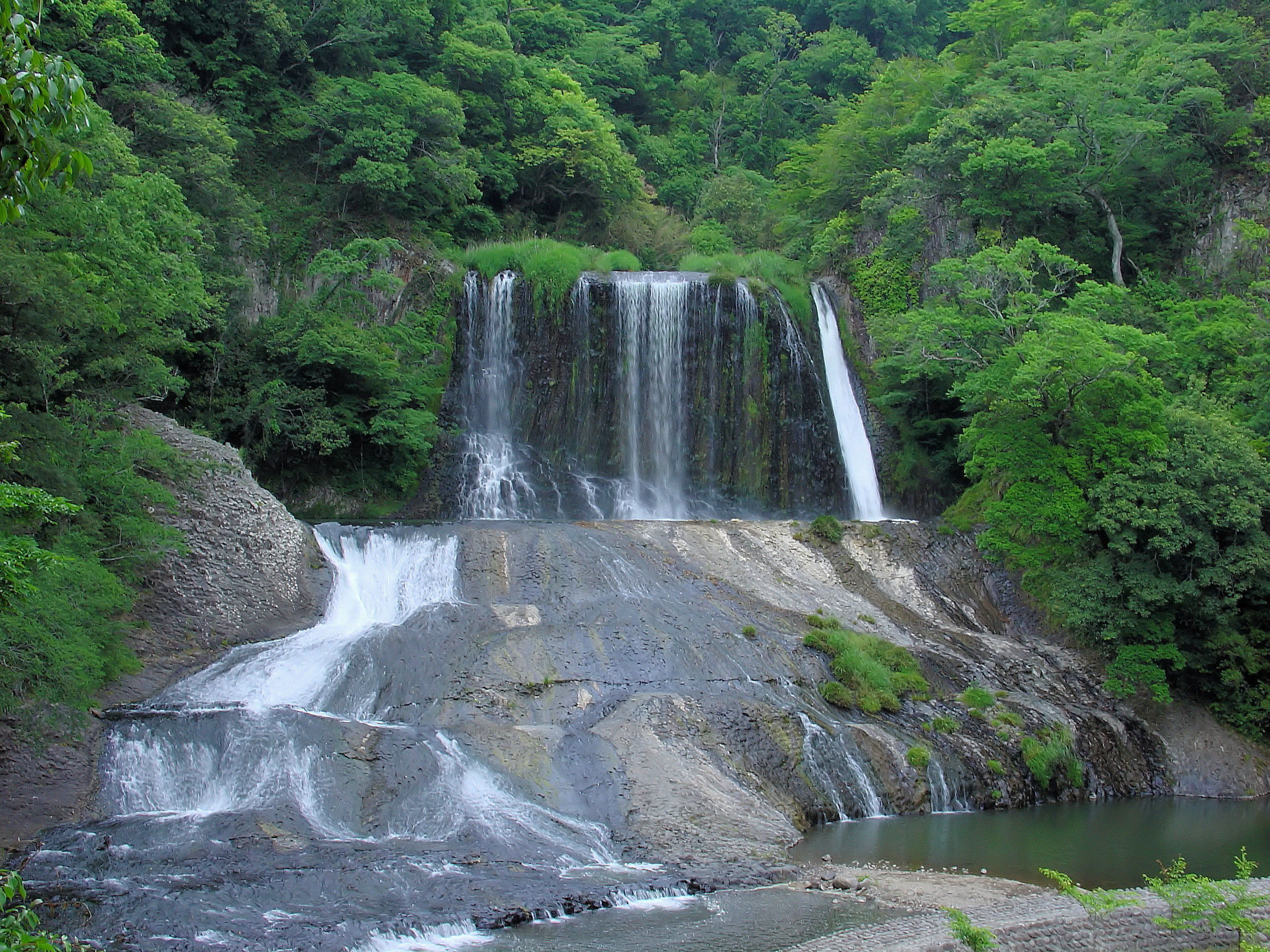
龍門瀑布

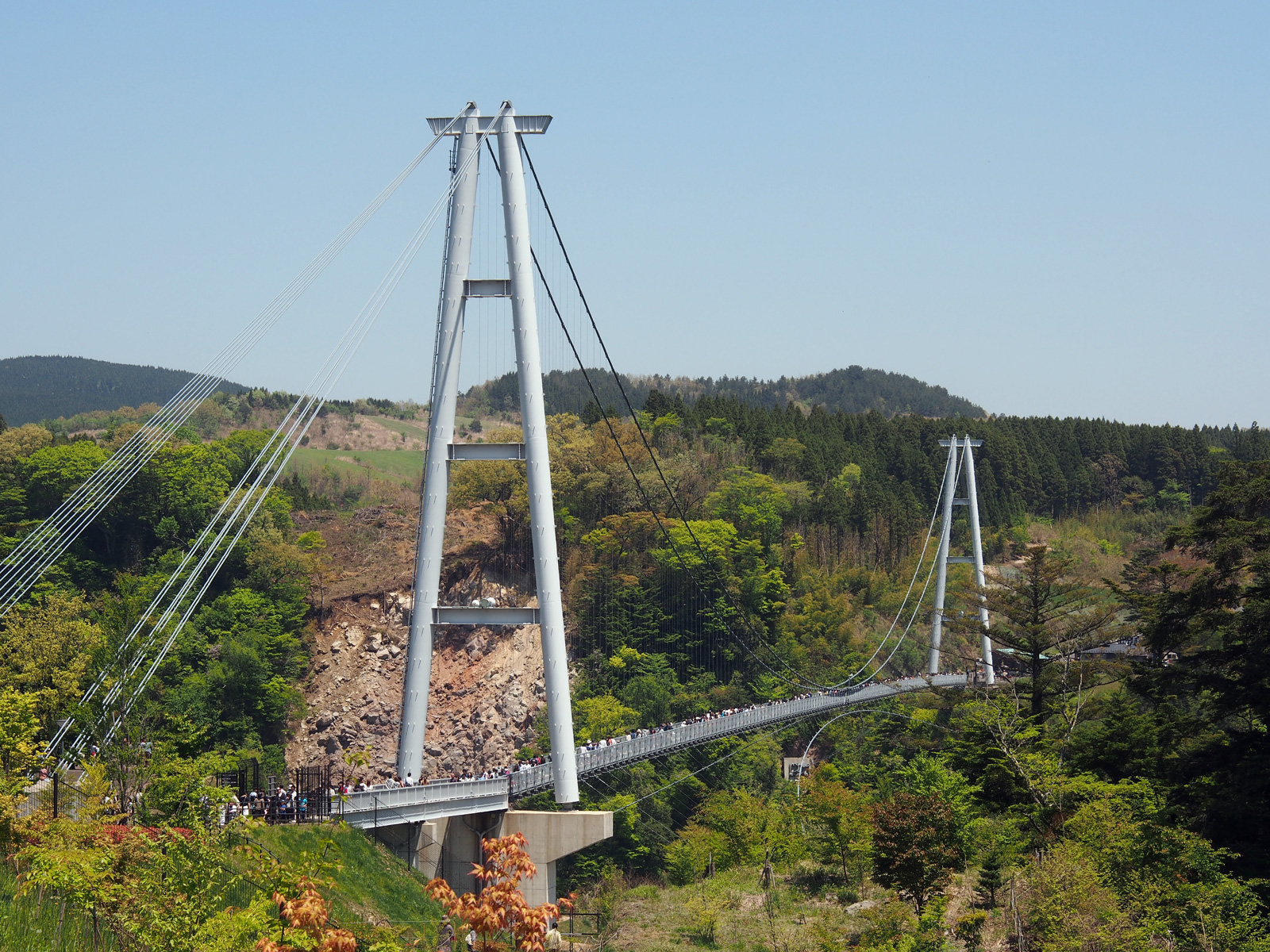
九重“夢”大吊橋

- 飯田高原
- 九醉溪
- 震動瀑布：日本瀑布百選之一
- 龍門瀑布
- 九重“夢”大吊橋
- 九重冰之祭典

## 姐妹、友好都市

### 日本
- 佐世保市（長崎縣）：於1991年7月26日締結姊妹都市。

## 外部連結
- （日語） 九重町觀光協會（页面存档备份，存于）
- （日語） 九重町商工會（页面存档备份，存于）
- （日語） JA玖珠九重（页面存档备份，存于）